# Nairi
Het land van Nairi (Armeens: Նայիրի) lag waarschijnlijk in de oostelijke Turkse provincie Van en waarschijnlijk gedeeltelijk in de aangrenzende provincie Hakkâri. Het werd in de midden-ijzertijd bewoond door een coalitie van koninkrijken of stammen die mogelijk niet etnisch en cultureel uniform waren. De Nairi-landen werden voor het eerst genoemd in Assyrische bronnen in de 13e eeuw v.Chr. Een kleitablet uit Assur bewijst dat paarden uit Nairi in de Midden-Assyrische periode naar Assyrië werden gebracht.

## Oorsprong
De theorie van een Hurritische oorsprong van Nairi en Urartu gaat terug op Albrecht Götze, die ervan uitging dat het rijk van Urartu voortkwam uit een fusie van de verschillende Nairi-rijken. Volgens Benedict (1960) was er echter geen bewijs van een Hurritische aanwezigheid in het Vanmeer. Meestal wordt aangenomen dat de koningen van de Assyrische inscripties geen erfelijke heersers waren, maar eerder stamhoofden die zich pas onder Assyrische druk dichter aaneensloten.

## Grondgebied
Het grondgebied van Nairi strekte zich uit tussen de Tur Abdin en de zuidwestelijke oever van het Vanmeer, “voorbij de onbegaanbare bergen”. Assyrische bronnen vermelden A.AB. BA ša KUR Na-i-ri, "de zee van het land Nairi ", ofwel het Van- of Urmiameer. Uruartri lag waarschijnlijk ten noorden en oosten van het Vanmeer.

## Geschiedenis
De Assyriërs voerden verschillende militaire campagnes tegen het land Nairi. Aanvankelijk vochten ze onder Tukulti-ninurta I tegen verschillende lokale Nairi-vorsten. Nadat Tukulti-Ninurta I (regeerde ca. 1233-1197 v.Chr.) Kudmuhi (tussen de berg Kašiari en Alše) had veroverd, dat ten tijde van Salmanasser I het Assyrische juk had afgeschud, vluchtte de koning van het aangrenzende Alše voor de Assyrische troepen naar Nairi en vandaar naar een "onbekend land", dat wil zeggen volgens de Assyrische geografische ideeën van die tijd naar de grenzen van de wereld. Tiglat-Pileser I (rond 1114 v.Chr.) pochtte op de inscriptie Tigris II over drie campagnes tegen Nairi en rapporteerde dat hij 23 Nairi-koningen had onderworpen. Later leken de Nairi een confederatie te hebben gevormd. Assyrische bronnen noemen Urartu als een van de Nairi-vorstendommen. Als gevolg hiervan zal Urartu de confederatie als regionale macht vervangen.
Salmanasser I noemde acht koningen, Tukulti-Ninurta I 23 koningen, en Tiglat-Pileser I 60 koningen. Sevin interpreteert dit als bewijs van waarschijnlijk nomadische individuele stammen zonder centrale heerschappij, die hun archeologische neerslag vonden in necropolissen als Karagündüz, Dilkaya en Ernis. 
Tiglat-Pileser I (I, 236) berichtte hoe hij ten strijde trok tegen de landen van Nairi, "die aan de oevers van het Bovenmeer liggen en nooit eerder onderworpen waren geweest'. Vervolgens somt hij de heersers op tegen wie hij zich verzette; de 23 heersers van Nairi die hun strijdwagens hadden verzameld:
- De koning van (KUR) tum4 -me
- De koning van Tunube
- De koning Tuali
- De koning van Kindari
- De koning van Uzula
- De koning van Unzamuni
- De koning van Andiabe
- De koning van Pilakinni
- De koning van Aturgini
- De koning van Kulibarzini
- De koning van Šinibirni
- De koning van Himua
- De koning van Paiteri
- De koning van Uiram
- De koning van Sururia
- De koning van Albaia
- De koning van Ugina
- De koning van Nazabië
- De koning van Abarsiuni
- De koning van Daiaeni
- anderen

In een inscriptie in Yoncalı, aan de westkant van de vlakte Bulanık – Malazgirt, viert hij zijn overwinningen op de 23 koningen van de Nairi-landen. De inscriptie noemt hem de veroveraar van de Nairi-landen, van Tumme tot Daiaeni. Charles A. Burney gaat ervan uit dat de strijd niet ver van de inscriptie plaatsvond, dat wil zeggen op de vlakte van Malazgirt. Of Yoncalı in Tumme of Daiaeni was, is controversieel. Tiglat-Pileser achtervolgde vervolgens de verslagen vijand naar de Bovenzee, waarschijnlijk het Vanmeer.
Hij gaat er prat op dat hij alle Nairi-koningen heeft gevangengenomen. Hij bracht Sieni, de koning van de Daiaeni, "die zich niet onderwierp aan Aššur", gevangen en gebonden aan Aššur, maar toonde hem genade en liet hem weer vrij. "Ik heb het hele uitgestrekte land Nairi onderworpen en zijn koningen met voeten getreden." De ongebruikelijke mildheid tegenover Sieni doet echter vermoeden dat dit niet helemaal waar was.
Adad-nirari II rapporteerde over zijn overwinningen tegen Urartri op een funderingsplaat uit Ninive (BM 12104). Daarna was hij, met de hulp van zijn heer Aššur, van de andere oever van de Kleine Zab naar Lulume, Habhi, Zamua en naar het begin van het land Namri getrokken, en had hij de uitgestrekte Qumani onderworpen tot aan Mehri, Salua en Urarti. De informatie is zo weinig specifiek dat Urarti misschien meer een metafoor is voor "verre landen".
Assurnasirpal II nodigde de afgezanten uit Sidon, Tyrus, Muṣaṣir, Kumme, Gurgum, Gilzanu en Melidu uit voor de inauguratie van Kalhu, zoals beschreven op de Bankettstele. De koningen van Nairi ontbreken op de lijst, vermoedelijk waren ze te onbeduidend of te barbaars om uitgenodigd te worden.
Salmanasser III kende ook Tumme, Daiani en Tunube.